# Gérard Drouot
Pour les articles homonymes, voir Drouot (homonymie).
Gérard Drouot, né le 29 avril 1952 à Reims et mort le 10 janvier 2022 à Villejuif, est un producteur de spectacles français.
Avec des milliers de concerts produits, et une moyenne de plus de six cents spectacles par an, il est l'un des acteurs majeurs de la production musicale en France,,,.

## Biographie

### Le début avec Musique Action Reims (1974-1977)
Alors étudiant en médecine, il commence ses activités de production de spectacles à Reims en décembre 1973 en organisant un concert du groupe Caravan dans le Cirque de Reims pour le compte de la corporation des étudiants en pharmacie de Reims.
En avril 1974, il participe à la création de l’association Musique Action Reims, qui présentera au public rémois des artistes tels que Magma, Zao, Au Bonheur des dames, Ange, Gong, The Clash, Terry Riley, Klaus Schulze, Chris McGregor’s Brotherhood of Breath.
Le 9 juin 1976, il organise son premier concert avec Leonard Cohen à Reims.
Du 17 au 23 novembre 1975, il organise en co-production avec la Maison de la Culture André Malraux de Reims et le Centre Saint-Exupéry le Reims Jazz Festival avec notamment Soft Machine et Joachim Kühn.
Il organise, avec le soutien de Richard Branson qui venait de créer son label en Angleterre Virgin Records, le 13 décembre 1974 le concert-évènement de Nico – la chanteuse et égérie du groupe The Velvet Underground – et de Tangerine Dream à la Cathédrale Notre-Dame de Reims. Un documentaire exhume les images et souvenirs de cette messe musicale mythique : “Reims 74, Rock Goes to the Cathedral”, réalisé par Benoît Garel et sorti en 2012.

### Les années Harry Lapp Organisation (1977-1986)
En novembre 1977, il est engagé comme responsable artistique et directeur de productions chez Harry Lapp Organisation à Strasbourg et y reste plusieurs années où il met sur pied les tournées de Ange, Murray Head, Indochine, U2, Charlélie Couture, Étienne Daho, Frankie Goes to Hollywood, Graeme Allwright, Charles Aznavour, Nana Mouskouri et certains concerts de Gilbert Bécaud, Alain Barrière, Barbara, Michel Jonasz, Eddy Mitchell, Véronique Sanson, Renaud, Daniel Balavoine.
Pour le compte de certains producteurs nationaux ou internationaux, il organisait à Strasbourg ou dans l’Est de la France les concerts de Tina Turner, Mike Oldfield, AC/DC et Queen, deux groupes qu’il récupèrera quelques années plus tard dans le catalogue de sa future société Gérard Drouot Productions.

### Gérard Drouot Productions (1986-2022)

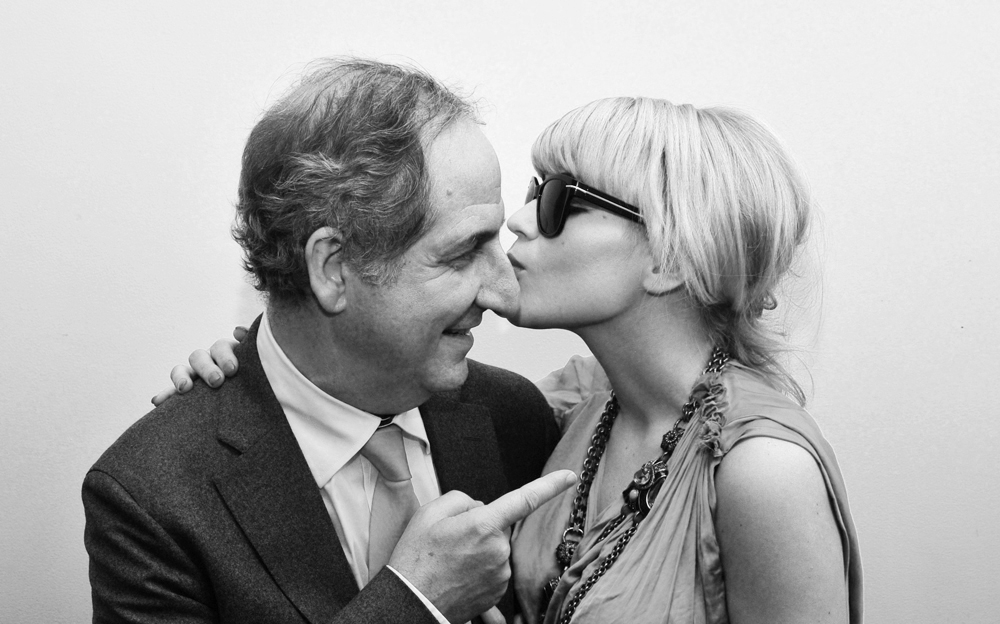
Gérard Drouot et Melody Gardot.

En mai 1986, il crée sa propre société de production de concert, sobrement intitulée Gérard Drouot Productions, clin d'œil au producteur américain Bill Graham dont la société s’appelait « Bill Graham Presents ».
Il produit sur scène les plus grands artistes nationaux et internationaux comme Patricia Kaas, Native, Gérald De Palmas, Kassav, Axelle Red, U2, AC/DC, Joe Satriani, Bruce Springsteen, Page and Plant, Lenny Kravitz, Elton John, R. Kelly, Mary J. Blige, Santana, etc. – ainsi que des événements comme les célébrations en 1988 et 1998 à Bercy avec Amnesty International des 40e et 50e anniversaires de la signature de la déclaration universelle des droits de l’homme, ou les concerts de Luciano Pavarotti à Orange en 1990 ou au Champ de Mars à Paris en 1992.
En 1999, il commence à travailler à la reformation d’un des plus importants groupes de rock français : Téléphone, avec comme objectif sur une tournée en 2000. Ce n’est en qu’en 2015 qu’il réussit à reformer ce groupe, mais sous le nom Les Insus (pour Insus-Portables), sans Corine Marienneau remplacée par Aleksander Angelov. Cette tournée écoule 200 000 places dès son premier jour de mise en vente,.

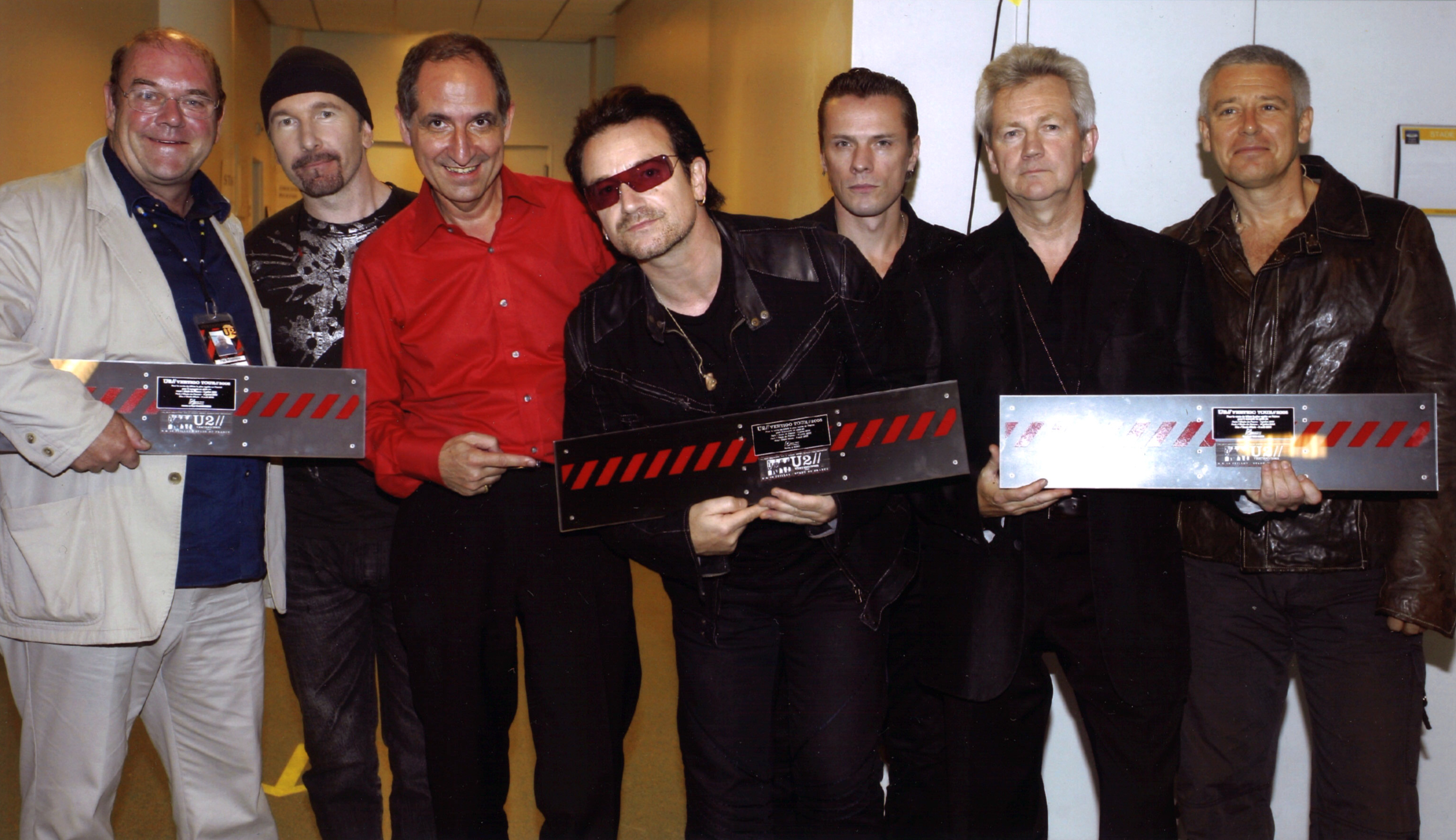
Gérard Drouot avec U2 (Bono, The Edge, Adam Clayton, Larry Mullen Jr.), Paul McGuinness et Michael Deeny au Stade de France le 9 juillet 2005, à l'occasion du Vertigo Tour.

Entre 2008 et 2010, Gérard Drouot est désigné comme programmateur du Nice Jazz Festival,.
Il fait remonter sur les scènes françaises Leonard Cohen, avec lequel il organise 24 concerts entre 2008 et 2013, malgré la réticence de l’artiste : « Vous êtes sûr que je peux faire des concerts ? Je suis un artiste du passé. Mes chansons n'intéressent plus personne. ».
En 2009, Gérard Drouot est pressenti par AEG Live pour organiser le retour de Michael Jackson à Paris, après celui de Londres, dans le cadre de la tournée This Is It. Une résidence d'un mois est prévue au palais omnisports de Paris-Bercy, à raison de cinq concerts par semaine, en août et septembre 2010. Cependant l'artiste décède l'année précédente.
En 2015, Gérard Drouot devient propriétaire de la marque Hellfest pour une exploitation plus large que le festival. Il collabore régulièrement avec le festival, notamment pour y programmer Metallica en 2022,. 
Il est un des producteurs qui introduit en France le concept des ciné-concerts, des spectacles qui allient cinéma et musique, afin de mettre en valeur chaque discipline différemment. Il explique d’ailleurs, en parlant de ces projets, que « c’est artistiquement passionnant, mais toujours financièrement risqué. Entre le coût des droits, le prix de l’orchestre et de ses répétitions, la location de la salle parisienne, l’équilibre financier n’est pas évident à trouver. Les billets sont chers car les orchestres sont importants […] »  Il produira notamment les ciné-concerts de Titanic, West Side Story, Retour vers le futur, Les Aventuriers de l'arche perdue, la trilogie du Seigneur des anneaux,…
Il entretient des relations privilégiées avec certains artistes, dont la chanteuse de jazz Melody Gardot, Bono et le groupe U2, Bruce Springsteen, Elton John, Asaf Avidan, ainsi que Leonard Cohen peu avant sa disparition,.
C'est un des producteurs qui met un point d'orgue à convaincre les stars internationales de jouer dans toute la France, et pas seulement à Paris. Une prise de risque supplémentaire, car les billets sont vendus moins chers en province.
Depuis 2013, il dirige la société avec son fils, Matthieu, directeur général délégué,. En 2017, la société représente un chiffre d'affaires de 37 millions d'euros avec 2,3 millions de résultat net.
En 2020, il est l'un des premiers producteurs à prendre la parole dans les médias pour évoquer les conséquences de la crise sanitaire liée au Covid-19 sur les concerts et spectacles. Il est alors dans l'obligation d'annuler plusieurs dizaines de concerts et d'en reporter une centaine,.
Il meurt le 10 janvier 2022 à Paris, à l'âge de 69 ans des suites d’une leucémie,.

## Historique
- Du 21 au 29 octobre 1986 : Etienne Daho - “Pop Satori Show” à L'OlympiaÉtienne Daho “Pop Satori Show” à L'Olympia en 1986

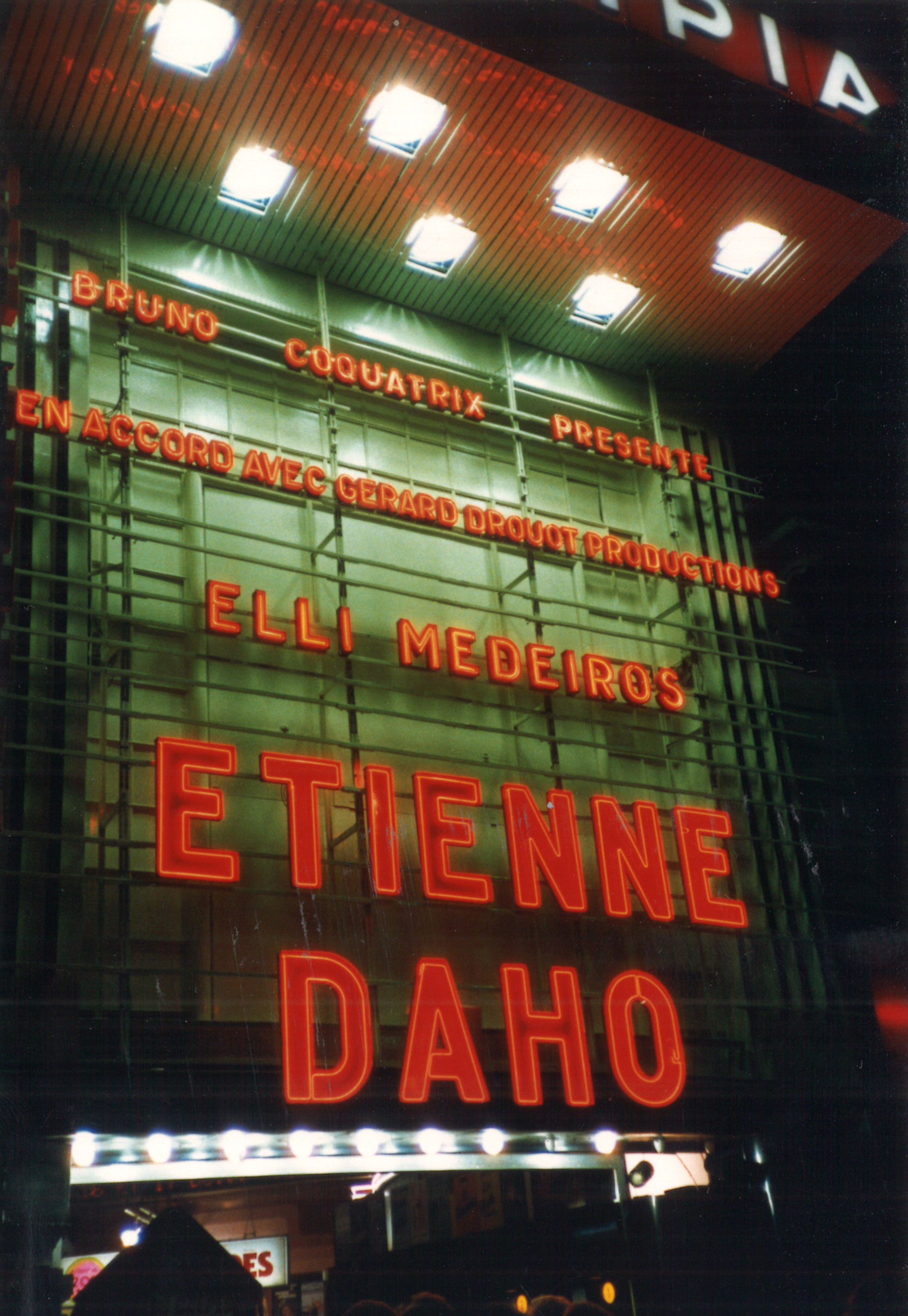
Étienne Daho “Pop Satori Show” à L'Olympia en 1986

- 4 juillet 1987 : 1er concert français en plein-air de U2 à l’hippodrome de Vincennes
- 1987 : Gérard Drouot signe Raft avec le tube « Yaka Dansé » en éditions et concerts
- 2 septembre 1993 : concert de Luciano Pavarotti au Champ-de-Mars, retransmis en direct sur Canal+
- 12 février 1994 : Nirvana, tournée “In Utero Tour”, avec le dernier concert français du groupe au Zénith Oméga de Toulon.
- 4 et 5 septembre 1988, 10 décembre 1998 : Concerts Amnesty International au Palais Omnisports de Paris-Bercy
- 16 novembre 1999 : à la suite d’un concert de John Paul Jones de Led Zeppelin, concert surprise de Prince au Bataclan, jusqu’à l’aubeGérard Drouot avec Bono et The Edge du groupe U2 au Nice Jazz Festival en 2008

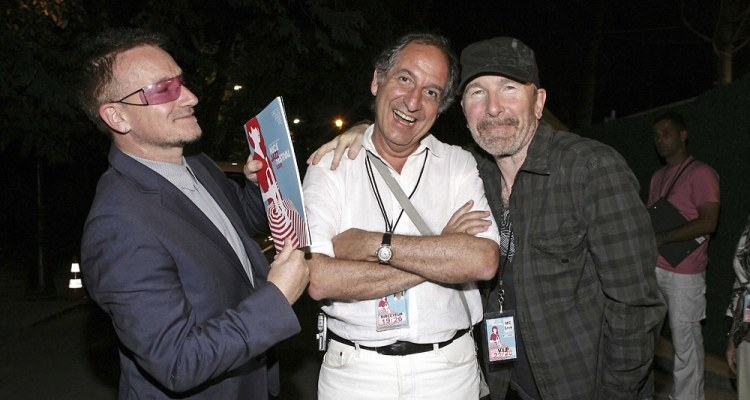
Gérard Drouot avec Bono et The Edge du groupe U2 au Nice Jazz Festival en 2008

- 12 et 13 juin 1999 : 20 ans de Kassav avec 2 concerts au Palais Omnisport de Paris-Bercy et 2 stades aux Antilles, le 10 juillet en Guadeloupe et le 17 en Martinique
- 27 et 28 juin 2002 : Fairuz à la Salle Pleyel
- Du 20 au 28 mai 2003 : 1re tournée Night of the Proms en France
- 2004 : 1res représentations sous chapiteau en France du Cirque du Soleil avec le spectacle “Saltimbanco” à Lyon et Lille, puis en 2005 à Boulogne-Billancourt pour une centaine de représentations
- Du 21 novembre au 22 décembre 2004 : Carmina Burana en tournée française
- 9 février 2004 : Joaquín Cortés au Palais des congrès de Paris
- 23 janvier 2005 : Elton John en concert solo à l’Opéra Bastille
- 17 mai 2005 : les adieux parisiens de Luciano Pavarotti au Palais omnisports de Paris-Bercy
- 21 et 22 octobre 2005 : David Copperfield au Zénith de Paris
- 29 juin 2006 : James Brown au Palais des congrès de Paris
- Du 16 novembre au 21 décembre 2006 : Aïda Monumental Opera en tournée dans toute la France.
- Du 3 au 20 décembre 2007 : Carmen Monumental Opera
- 2008, 2009 et 2010 : Nice Jazz Festival où Gérard Drouot officie en qualité de directeur du festival
- Du 24 au 26 novembre 2008 : Leonard Cohen à L'OlympiaGérard Drouot, Rod MacSween et Lenny Kravitz, backstage lors du Love Revolution Tour en 2009

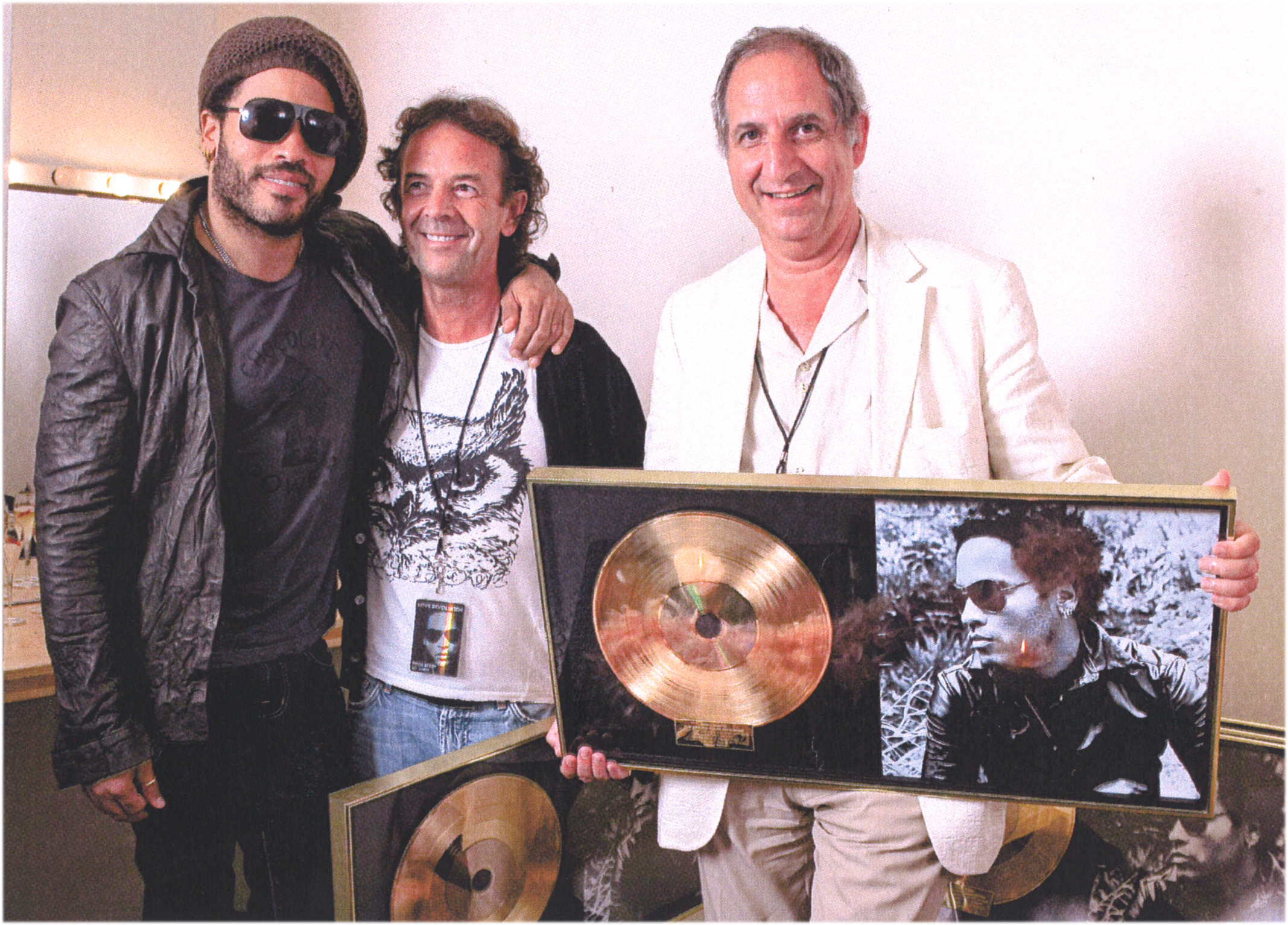
Gérard Drouot, Rod MacSween et Lenny Kravitz, backstage lors du Love Revolution Tour en 2009

- 13 juillet 2009 : premier concert en France d’Asaf Avidan au Nouveau Casino à Paris : 56 billets vendus. 6188 billets vendus pour le Zénith de Paris le 18 mars 2015
- 19 septembre 2009 : Peace One Day au Grand Rex avec Lenny Kravitz, Keziah Jones, Olivia Ruiz, Ayọ, Kasabian, Charlie Winston...
- 6 octobre 2010 : match de la NBA Europe Live au Palais Omnisport de Paris-Bercy
- 26 mai : grand retour de Cat Stevens au Palais omnisports de Paris-Bercy
- Les 24, 25 et 26 octobre 2012 : 96 choristes, 94 musiciens pour Le Seigneur des anneaux en ciné-concert au Palais des congrès de Paris
- Du 21 janvier au 9 février 2014 : L’Orchestre des Objets Trouvés (The Lost and Found Orchestra) en représentation au Casino de Paris
- 17 octobre 2015 : Neonsplash Paint-Party toute la nuit au Zénith de Lille
- 2015 : Gérard Drouot Productions devient propriétaire de la marque Hellfest[22]
- 13 mai 2016 : Axl Rose rejoint AC/DC au Stade Vélodrome de Marseille[23]
- 16 juillet et 23 juillet 2016 : David Gilmour en concert dans le parc du Château de Chantilly et à la Saline royale d'Arc-et-Senans[24]
- 13 décembre 2017 : il fait chanter pour la première fois de sa carrière Charles Aznavour à l’AccorHotels Arena[25]
- 11 mai et 2 juin 2018 : il est à l’origine du ciné-concert du film Le Grand Bleu[26] – le film culte de Luc Besson – avec Éric Serra et ses musiciens sur scène. Il présentera le projet dans un premier temps à La Seine Musicale avant d’entamer une tournée dans toute la France mais également la Belgique et la Suisse en mars 2020.
- 26 juin 2018 : après avoir produit Keith Richards and the X-Pensive Winos en décembre 1992 au Zénith de Paris, The ABC&D Of Boogie Woogie featuring Charlie Watts en octobre 2011 au New Morning, il signe The Rolling Stones en concert au stade Orange Vélodrome de Marseille pour dans le cadre du “No Filter Tour” – concert qu’il co-produit avec Jackie Lombard
- 2 décembre 2018 : il produit le concert évènement de Boy George & Culture Club dans le cadre majestueux de l’Opéra Garnier[27]
- 10 mars 2020 : Gérard Drouot arrive à convaincre Van Morrison de donner deux concerts dans la même soirée à l'Olympia, pour répondre aux exigences du gouvernement qui avait interdit les rassemblements de plus de 1 000 personnes à la suite de la crise sanitaire liée au Covid-19[21].